# Los días de la ballena
Los días de la ballena es una película colombiana de género drama del año 2019 escrita y dirigida por Catalina Arroyave Restrepo, siendo su ópera prima. La cinta es protagonizada por los actores Laura Tobón Ochoa y David Escallón Orrego. Se destaca por su música, en la que intervienen varios grupos de la escena urbana como Alcolirykoz, Mañas, Granuja, Los Árboles y Siguarajazz.
La película se estrenó en los cines colombianos el 5 de septiembre de 2019, y en sus primeros siete días de exhibición atrajo a 7078 espectadores.

## Sinopsis
La película relata la historia de Simón y Cristina, dos artistas del grafiti colombianos que embellecen los muros de su ciudad natal: Medellín. Dibujando una gran ballena, ambos cubren las amenazas de una peligrosa banda local escritas en una pared, lo que les traerá una gran cantidad de inconvenientes.

## Reparto
- Laura Tobón Ochoa
- David Escallón Orrego
- Carlos Fonnegra
- Julián Giraldo
- Christian Tappan
- Natalia Castaño
- Ana Vélez
- Margarita Restrepo

## Producción
El rodaje se llevó  a cabo en su totalidad en locaciones del Área Metropolitana del Valle de Aburrá, en Medellín.